# Mike Henry

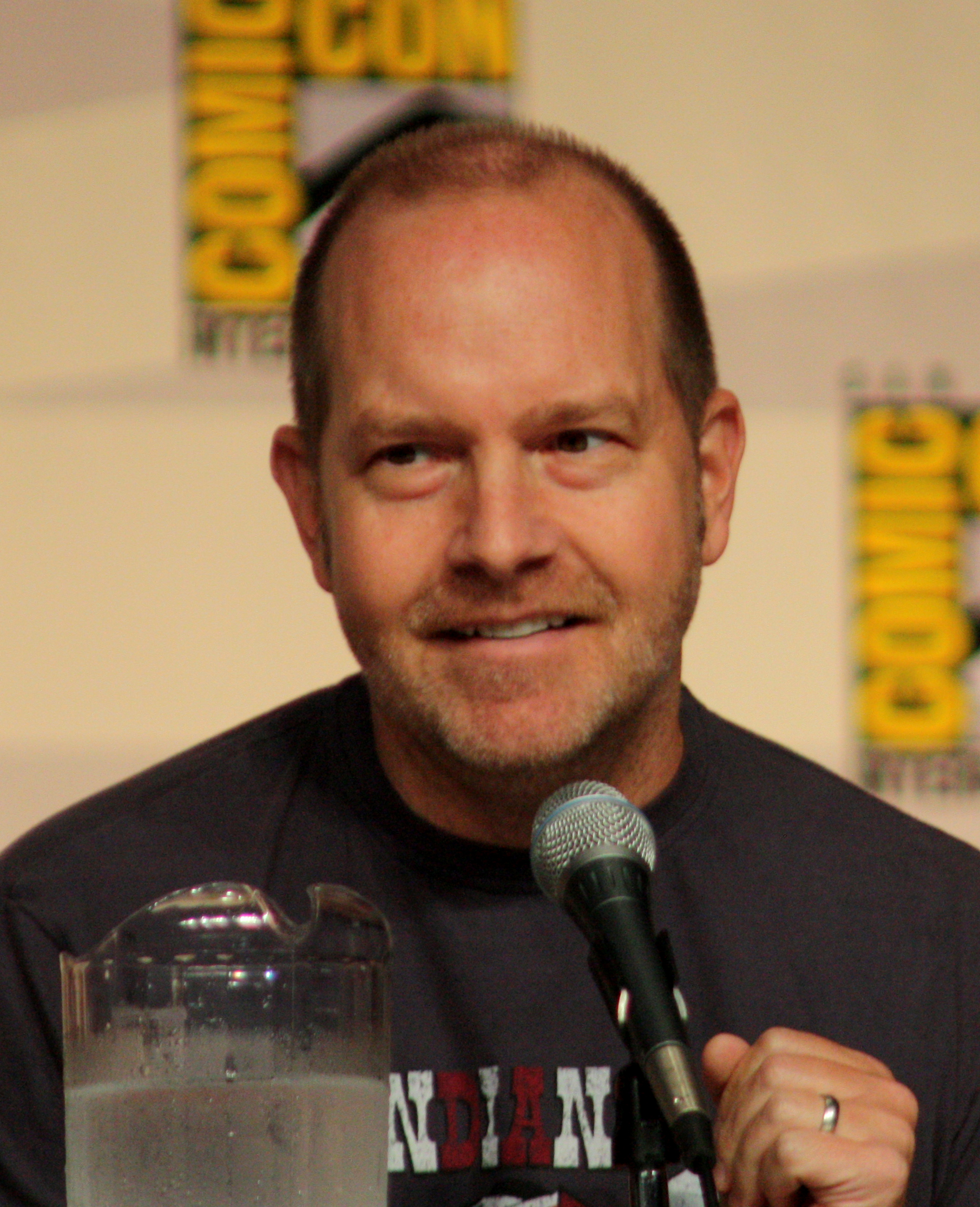
Mike Henry

Michael Robert (Mike) Henry (Pontiac (Michigan), 7 november 1965) is een Amerikaanse scenarioschrijver, televisieproducent, stemacteur en komiek. Hij studeerde aan de Washington and Lee University.
Henry spreekt in de animatieserie Family Guy de stemmen in van onder meer Cleveland Brown, Cleveland Brown, Jr., Herbert, Bruce, en Greased Up Deaf Guy.
Hij werkte mee aan 92 afleveringen van Family Guy als stemacteur en schreef 19 afleveringen ervan. Hij werkte ook als stemacteur voor American Dad!. Hij is een producent voor de Family Guy-spin-off The Cleveland Show.

## Voetnoten
1. ↑  (en)  IMDb. Gearchiveerd op 6 mei 2025.
2. ↑  (en)  IMDb

- Library of Congress Control Number: n2016012113
- Virtual International Authority File: 91515000
- WorldCat: E39PBJhdbBPqVdqmxcjR4m9v73